# جوائز أفلام نوليوود
جوائز نولي، التي كانت تُعرف سابقًا باسم جوائز أفلام نوليوود، هي جائزة فيلم نيجيرية سنوية لتكريم الإنجازات البارزة في صناعة السينما النيجيرية. أقيمت النسخة الافتتاحية في لاغوس في 2 يونيو 2012. أقيم الحفل الأخير في 18 أكتوبر 2014 في فندق إنتركونتيننتال الذي تم تكليفه حديثًا، وهو أطول فندق في غرب إفريقيا.   في عام 2016 تم تغيير اسم الجوائز إلى جوائز نولي، في نسخة 2016 1 مايو، ومع ذلك لم يقام الحفل للعام الثاني على التوالي. 

## التصنيفات
اعتبارًا من عام 2013 ، تضم جوائز الجوائز 27 فئة.
- أفضل فيلم
- أفضل ممثلة في دور قيادي
- أفضل ممثل في دور قيادي
- أفضل ممثلة في دور داعم
- أفضل ممثل في دور داعم
- أفضل فيلم عن اليهود المشتتون في العالم
- أفضل فيلم بلغة نيجيرية أصلية
- أفضل ممثل رئيسي بلغة السكان الأصليين
- أفضل ممثلة رئيسية بلغة السكان الأصليين
- أفضل مونتاج
- أفضل تصميم صوتي
- أفضل سيناريو أصلي
- أفضل تصوير سينمائي
- أفضل مخرج
- أفضل تصميم مكياج
- أفضل تصميم أزياء
- أفضل تصميم مجموعة
- أفضل موسيقى تصويرية
- أفضل نجم صاعد (ذكر)
- أفضل نجمة صاعدة (أنثى)
- أفضل ممثل طفل
- أفضل فيلم قصير

### جوائز التقدير الخاصة
- جودلاك جوناثان عن إنجاز مدى الحياة
- اختيار شعبي عبر الإنترنت (ذكور)
- اختيار شعبي عبر الإنترنت (أنثى)
- الأة ل على شباك الإيرادات (نيجيريا)
- جائزة راعي الصناعة
- الجائزة الإنسانية